# Carbonisatie

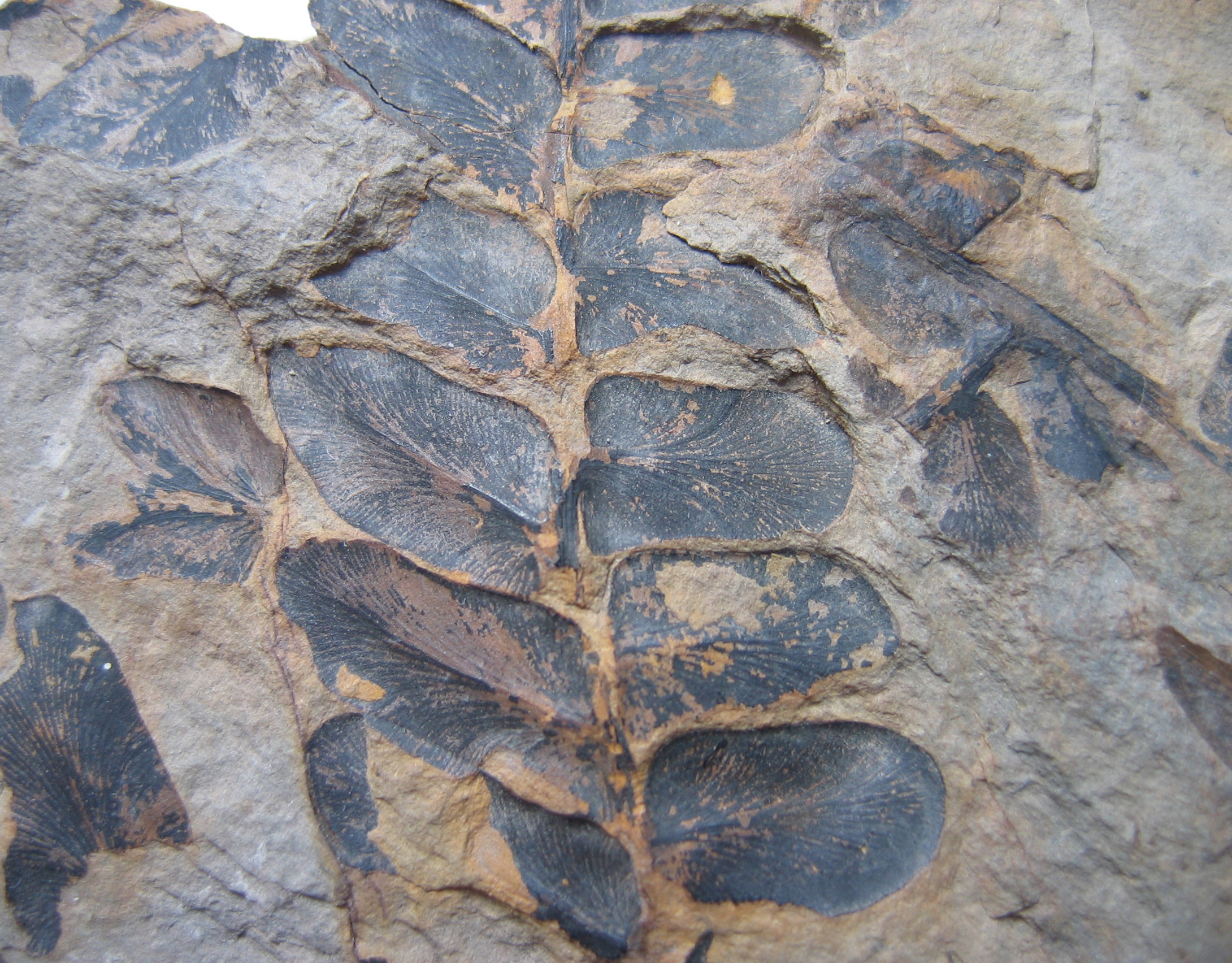
Fossiel van de zaadvaren Pecopteris arborescens, gevormd door carbonisatie. De zwarte kleur laat zien dat het plantaardig materiaal is omgezet naar koolstof.

Carbonisatie, carbonificatie of inkoling is de omzetting van organisch materiaal naar pure koolstof, meestal in de vorm van het mineraal grafiet of een residu dat koolstof bevat. Carbonisatie is een voorbeeld van pyrolyse, een reactie onder hoge temperatuur. In de organische chemie wordt carbonisatie gebruikt bij de productie van lichtgas en steenkoolteer uit ruwe steenkool. In de natuur komt carbonisatie voor bij de omzetting van resten van planten naar fossiele brandstoffen.

## Chemie
Organische verbindingen bestaan uit koolstofketens, die behalve koolstof ook waterstof, zuurstof en soms andere lichte elementen bevatten. Tijdens carbonisatie worden de koolstofketens afgebroken naar koolstof, terwijl de lichte elementen vluchtige stoffen vormen die normaal gesproken ontsnappen.
In principe is carbonisatie een exotherme reactie, een reactie die zichzelf in stand houdt door het vrijkomen van warmte. In het geval van glucose is de vrijkomende energie ongeveer 237 calorieën per gram. Vanwege het exotherme karakter is carbonisatie wel voorgesteld als alternatieve energiebron, omdat er geen kooldioxide bij ontstaat.

## Voorbeelden
In de aardkorst is carbonisatie de laatste stap in de diagenese van organisch materiaal. Daarnaast is het een manier van fossilisatie, met name fossielen van planten kunnen op deze manier ontstaan. Dergelijke fossielen zijn afgeplat en zwart van kleur.
Als organisch materiaal in zeer korte tijd extreem verhit wordt, zoals bij een nucleaire explosie of vulkaanuitbarsting, kan de carbonisatie zeer snel plaatsvinden. In de pyroclastische stroom van de Vesuvius die in 79 n.Chr. de Romeinse stad Herculaneum vernietigde, werden bijvoorbeeld veel objecten die bestonden uit organisch materiaal, zoals meubilair, omgezet naar grafiet.